# Shahrestān di Selseleh
Lo shahrestān di Selseleh (farsi شهرستان سلسله) è uno dei 10 shahrestān del Lorestan, il capoluogo è Aleshtar. Lo shahrestān è suddiviso in 2 circoscrizioni (bakhsh):
- Centrale (بخش مرکزی)
- Firuzabad (بخش فیروزآباد), con la città di Firuzabad